# Dornava

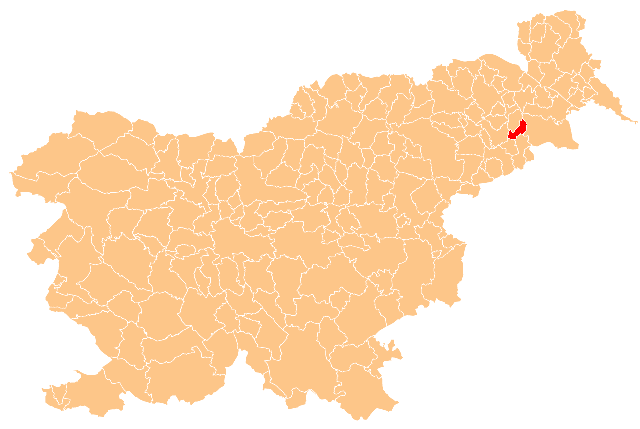
Kommunens läge i Slovenien.

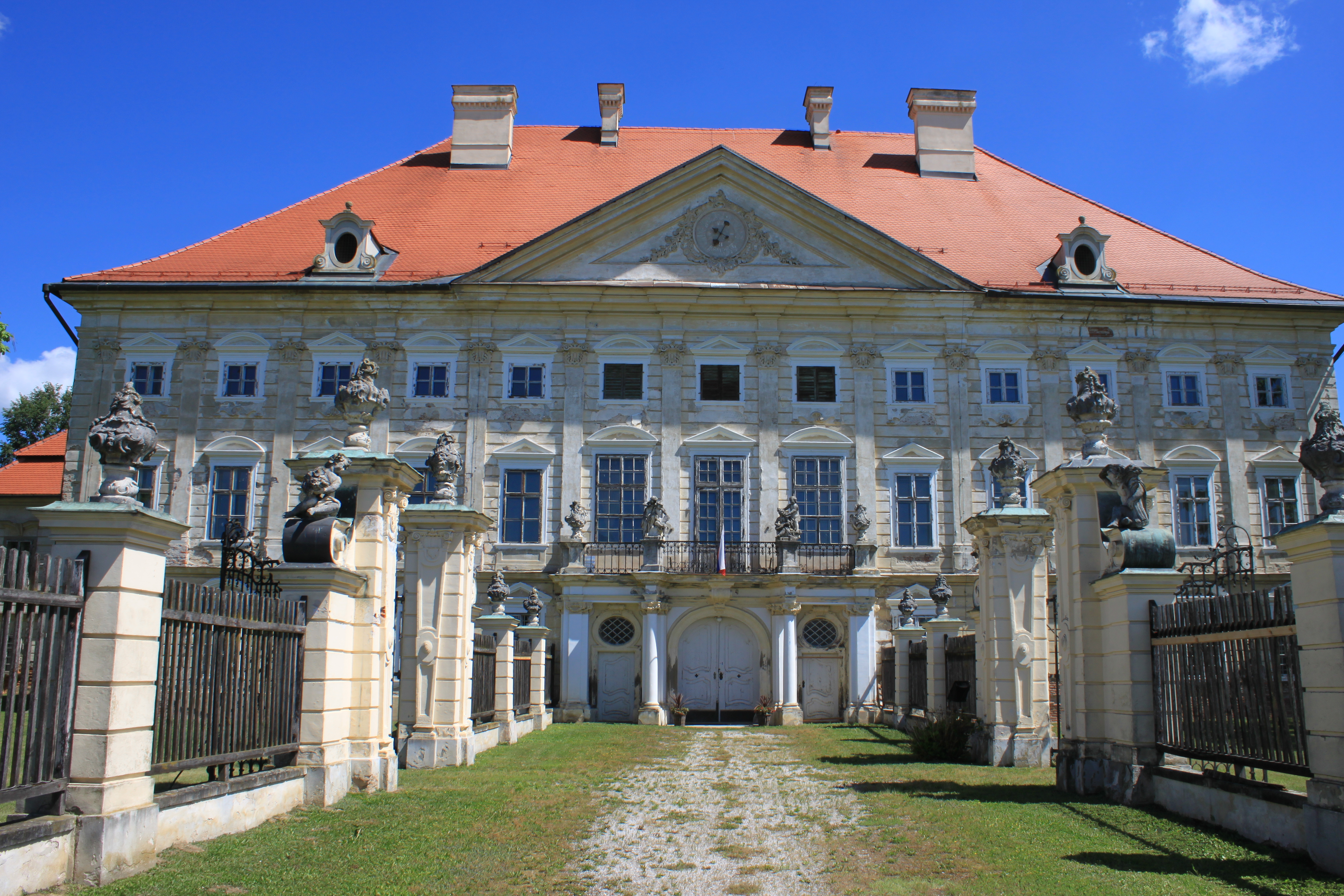
Slott Dornau (Dornava) byggt 1753.

Dornava är en ort och kommun i Slovenien. Befolkningen i Dornava kommun uppgick till 2 902 invånare den 31 december 2023. Själva centralorten hade 1 011 invånare i slutet av 2007, på en yta av 5,7 kvadratkilometer.